# St. Helena (Nebraska)
St. Helena és una població dels Estats Units a l'estat de Nebraska. Segons el cens del 2000 tenia 86 habitants.

## Demografia
Segons el cens del 2000, St. Helena tenia 86 habitants, 37 habitatges, i 26 famílies. La densitat de població era de 79,1 habitants per km².
Dels 37 habitatges en un 29,7% hi vivien nens de menys de 18 anys, en un 64,9% hi vivien parelles casades, en un 2,7% dones solteres, i en un 29,7% no eren unitats familiars. En el 29,7% dels habitatges hi vivien persones soles el 16,2% de les quals corresponia a persones de 65 anys o més que vivien soles. El nombre mitjà de persones vivint en cada habitatge era de 2,32 i el nombre mitjà de persones que vivien en cada família era de 2,88.
Per edats la població es repartia de la següent manera: un 24,4% tenia menys de 18 anys, un 2,3% entre 18 i 24, un 24,4% entre 25 i 44, un 31,4% de 45 a 60 i un 17,4% 65 anys o més.
L'edat mediana era de 42 anys. Per cada 100 dones de 18 o més anys hi havia 97 homes.
La renda mediana per habitatge era de 41.875 $ i la renda mediana per família de 46.563 $. Els homes tenien una renda mediana de 26.667 $ mentre que les dones 16.806 $. La renda per capita de la població era de 18.394 $. Cap de les famílies estaven per davall del llindar de pobresa.

## Poblacions properes
El següent diagrama mostra les poblacions més properes.